# 豪斯登堡車站
33°8′0″N 129°47′57″E / 33.13333°N 129.79917°E
豪斯登堡車站（日语：／ Hausutenbosu eki */?）是位於日本長崎縣佐世保市南風崎町，隸屬九州旅客鐵道（JR九州）大村線的鐵路車站。
車站為1992年3月10日配合主題公園豪斯登堡的開幕所設立，位於豪斯登堡的東北側早岐瀨戶的對岸，兩地之間以天橋相接；在車站設立後不久的3月25日，往返本站與博多車站之間的特別急行列車豪斯登堡號列車也開始營運。
最初為JR九州的直營車站，但後來改為業務委託車站，先是委託JR九州旗下的JR豪斯登堡大倉酒店負責車站業務，2011年4月再轉由旗下的JR九州服務支援負責。
除了豪斯登堡號列車外，本站還有往返於佐世保車站及長崎車站之間的快速列車濱海快線停靠。2022年9月隨西九州新幹線開通，也增加了觀光特急「雙星4047」在本站停靠。

## 車站結構

### 站房
採用跨站式站房設計的地面車站。車站外觀配合豪斯登堡的風格，採西式風格，以紅磚為主色搭配白色線條點綴。

### 月台
1面2線的島式月台1座。
最初第一月台和第二月台並沒也特別區分用途，直到2012年5月封閉了第一月台往南風崎車站方向的路段，此後第一月台專供來自早岐車站駛入列車折返使用，因此豪斯登堡號列車也都固定停靠在第一月台，而第二月台則成為行駛於大村線的濱海快線列車所停靠，同時原本第一月台往南風崎方向的鐵路區域則增設升降電梯，讓旅客可直接利用升降電梯離開月台。
| 月台 | 路線              | 方向 | 目的地                                |
| ---- | ----------------- | ---- | ------------------------------------- |
| 1    | □特急「豪斯登堡」 |      | 早岐、經■佐世保線往武雄溫泉、博多方向 |
| 2    | ■大村線           | 下行 | 長崎方向                              |
| 2    | ■大村線           | 上行 | 早岐、佐世保方向                      |

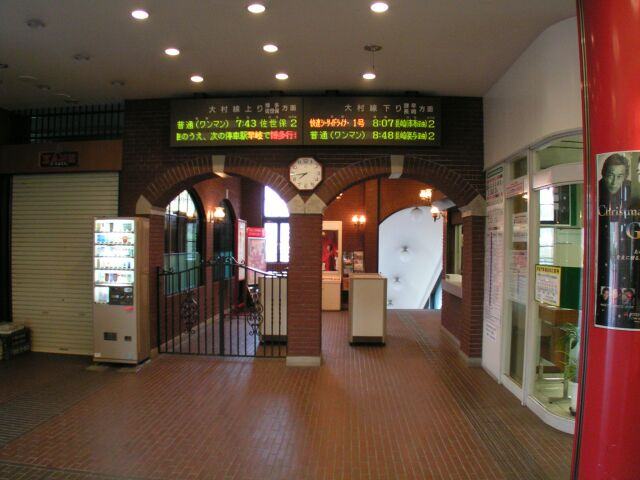
車站內的檢票口
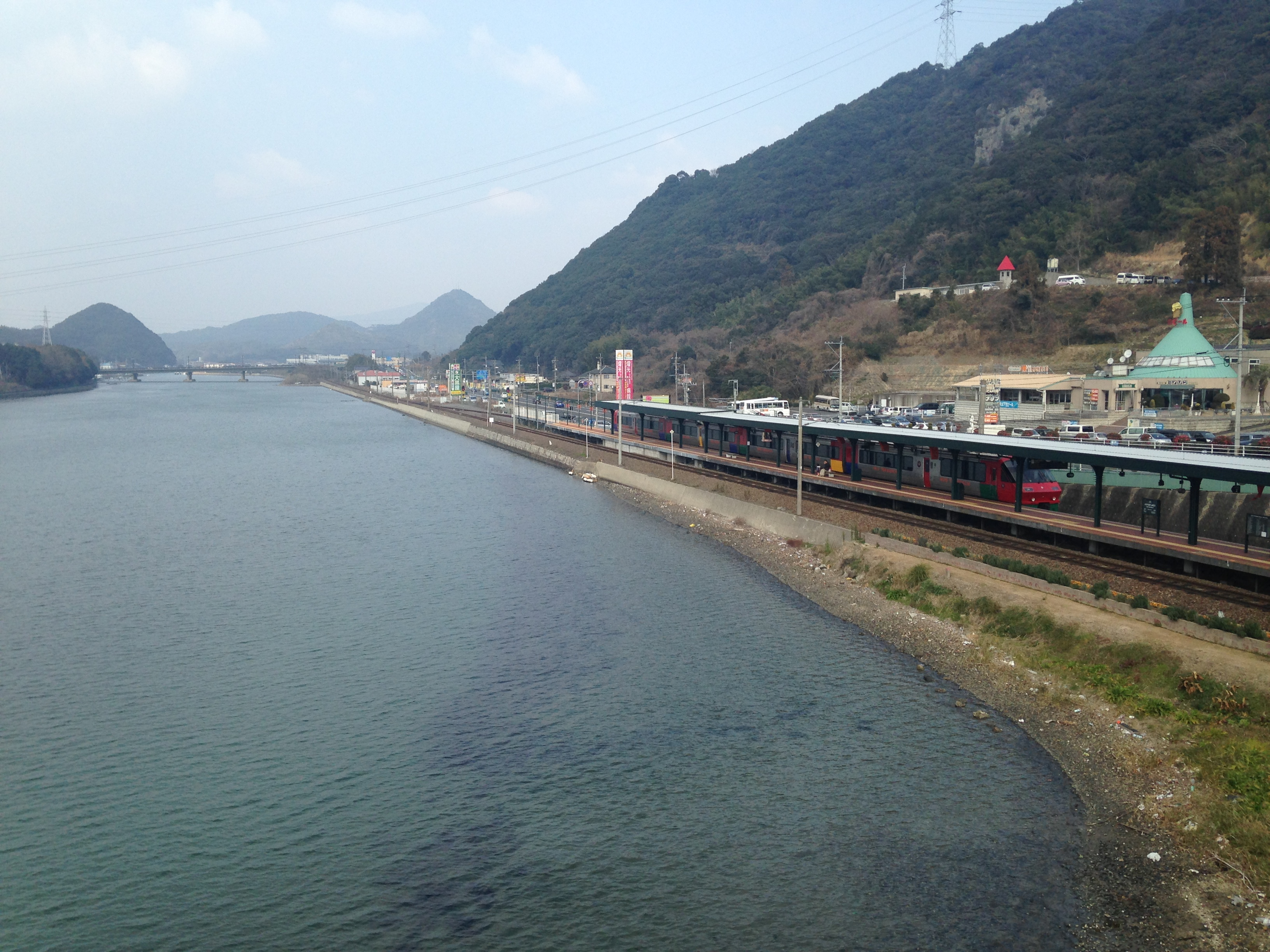
早岐瀨戶與豪斯登堡車站的月台
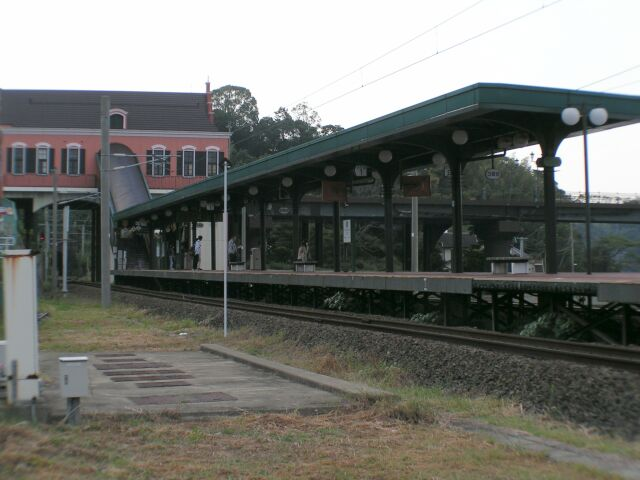
2004年的車站月台
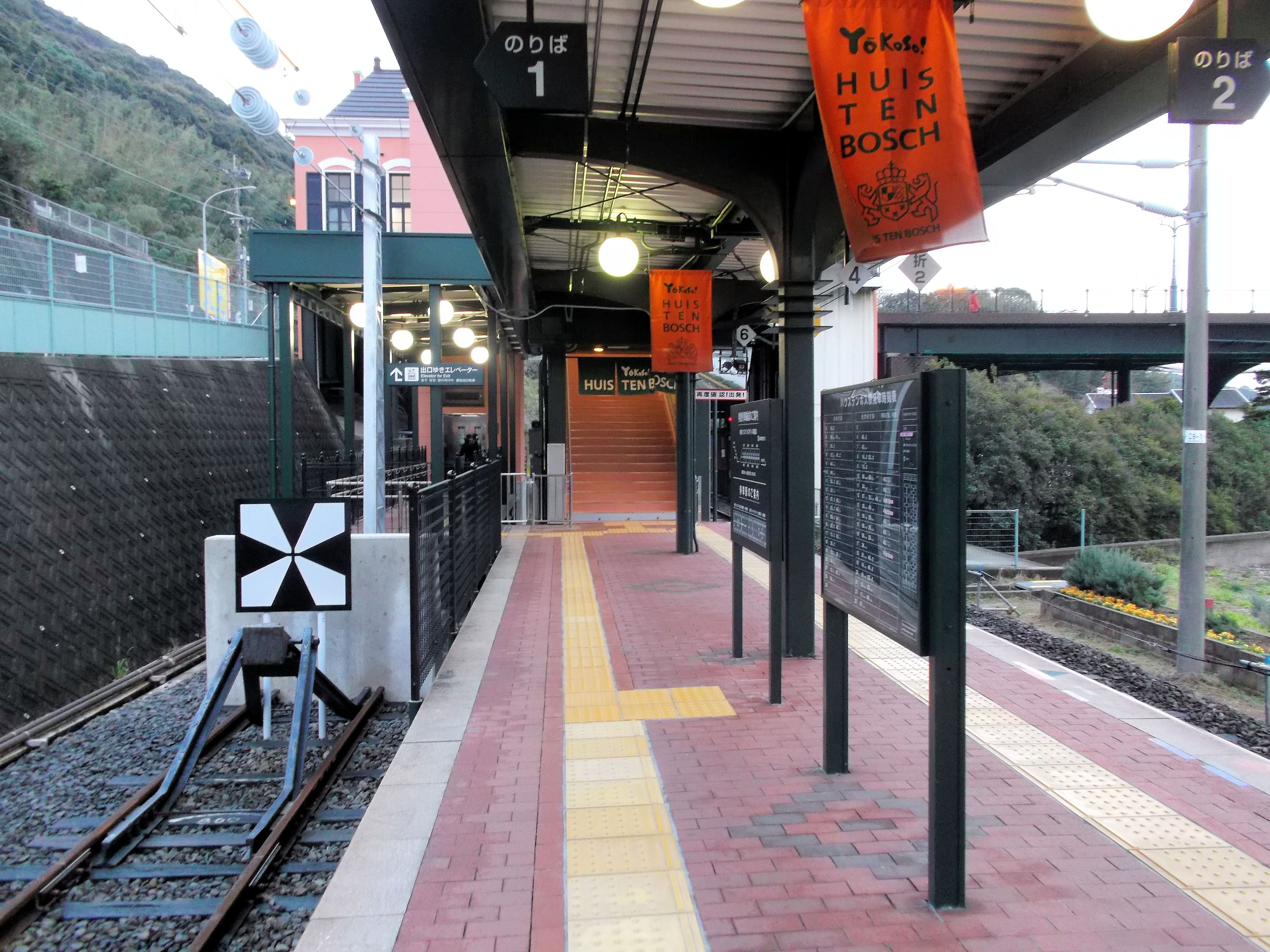
2013年的車站月台，左側為第一月台，已無法繼續往南行駛

## 歷史
- 1992年3月10日：開業。
- 2010年7月17日：站舍更新完成。
- 2024年度：預定導入IC卡「SUGOCA」，但暫未能與長崎地區系統相通[1]。

## 使用人數
近年1日平均乘車人數如下：
| 年度   | 1日平均 乘車人數 |
| ------ | ---------------- |
| 2000年 | 1,223            |
| 2001年 | 1,138            |
| 2002年 | 1,164            |
| 2003年 | 1,038            |
| 2004年 | 938              |
| 2005年 | 948              |
| 2006年 | 1,028            |
| 2007年 | 1,053            |
| 2008年 | 1,069            |
| 2009年 | 898              |
| 2010年 | 1,105            |
| 2011年 | 1,145            |
| 2012年 | 1,416            |
| 2013年 | 1,594            |
| 2014年 | 1,872            |
| 2015年 | 1,703            |
| 2016年 | 1,638            |
| 2017年 | 1,659            |
| 2018年 | 1,556            |
| 2019年 | 1,382            |
| 2020年 | 654              |
| 2021年 | 821              |
| 2022年 | 1,138            |

## 相鄰車站
九州旅客鐵道
■大村線
■觀光特急「雙星4047」（下午大村灣班次）
千綿→豪斯登堡→早岐
■特急「豪斯登堡」
早岐 - 豪斯登堡
■快速「濱海快線」
早岐 - 豪斯登堡 - 川棚
■區間快速「濱海快線」・■普通
早岐 - 豪斯登堡 - 南風崎

## 外部連結
- （日語）JR九州豪斯登堡車站（页面存档备份，存于）（JR九州）